# ۲۱ (عدد)
۲۱ به حروف بیست و یک عددی طبیعی است که بعد از ۲۰ و قبل از ۲۲ قرار دارد.

## ریاضیات
- ۲۱ یک عدد مرکب است و مقسوم‌علیههای آن ۱، ۳ و ۷ هستند.
- یکی از اعداد فیبوناتچی است که مجموع دو عدد ۸ و ۱۳ است.
- ۲۱ یک عدد مثلثی است و مجموع شش عدد طبیعی نخست است.

## علوم
- ۲۱ عدد اتمی اسکاندیم است.

## سن ۲۱ سال
- در ۱۳ کشور، سن قانونی ۲۱ سال است.
- در ۹ کشور، سن رأی دادن ۲۱ سال است.
- در ۸ کشور، سن قانونی مصرف دخانیات ۲۱ سال است.